# Lodovico Domenichi
Lodovico Domenichi, né à Piacenza en 1515 et mort à Pise le 29 août 1564 est un écrivain italien.

## Biographie
Lodovico Domenichi était le fils d'un notaire de Plaisance. Il lui fit étudier le droit (il fut reçu docteur en droit), mais le jeune Domenichi quitta l'étude des lois, pour se livrer à celle des Lettres. Il abandonna Plaisance pour Venise, voyagea ensuite dans différents États d'Italie et toujours pauvre, comme il le dit dans son dialogue de la Fortune, fut exposé à beaucoup de peines, de maladies et de dangers. Il se trouvait à Florence à la fin de 1547, et data de cette ville l'épître dédicatoire de sa traduction de Paul Diacre, publiée à [Venise] en 1545, in-8°.
À Florence il fut arrêté par ordre de l'inquisition, interrogé, mis à la torture, et quoiqu'il n'eût rien avoué, condamné à une prison perpétuelle. Le duc de Florence, Cosme Ier, lui accorda sa liberté, sur les instances de l'historien Paul Jove, évêque de Nocera ; Girolamo Tiraboschi met en doute cette affaire ; il croit que ce fut plutôt de la part du duc lui-même que le Domenichi éprouva ce rigoureux traitement, et cela parce qu'il avait été dénoncé par Anton Francesco Doni, comme entretenant des liaisons et des correspondances contraires aux intérêts de l'empereur, dont Cosme était un des plus chauds partisans. Doni, autrefois ami de Domenichi, était devenu son ennemi implacable. La lettre de lui, que Girolamo Tiraboschi rapporte et dans laquelle ce littérateur, peu délicat, dénonce son confrère et ancien ami, non pas à Cosme Ier, mais à Ferdinand de Gonzague gouverneur du Milanais pour l'empereur, est datée du 3 mars 1545.
C'était le temps où Charles Quint avait entrepris d'enlever Parme et Plaisance aux Famèse et de réunir ces duchés à celui de Milan. Il avait fait occuper Plaisance, après l'assassinat de Pierre Louis Farnèse, en 1547. Le pape et sa famille conservaient cependant un parti. Lodovico Domenichi, né à Plaisance, y avait des parents et des amis, et put entretenir avec ce parti des relations qui furent un crime d'État aux yeux de l'empereur, de ses ministres et de ses partisans.

L'opinion de Girolamo Tiraboschi ne manque donc pas de vraisemblance mais une médaille frappée en 1553 par Domenico Poggini, graveur alors célèbre dans cet art, favorise beaucoup plus l'opinion contraire. Elle porte d'un côté le portrait de Domenichi, de l'autre un vase de fleurs frappé et renversé par la foudre, mais qui n'en est point consumé, avec cette inscription grecque : ANAΔIΔOTAI ΚΑΙ ΟΥ ΚΑΙΕΙ (Elle a frappé et ne brûle pas). L'explication à peine voilée qu'il en donne lui-même (dialogue delle imprese) paraît plutôt relative à un coup de foudre religieux auquel il aurait échappé, qu'à une persécution politique. 

« Le vase, dit-il, est là pour la vie humaine et les fleurs pour les vertus et les grâces qui sont des dons du ciel. Dieu a voulu qu'elles fussent foudroyées et frappées, mais non brûlées et détruites. Vous savez qu'il y a des foudres de trois espèces, dont l'une, pour me servir des paroles de Pline, frappe et ne brûle pas ; c'est celle-ci qui, en m'apportant tous les fléaux, et les tribulations de la part de Dieu, lequel, comme dit Saint Paul, châtie ceux qu'il aime, m'a fait apercevoir et reconnaître les bienfaits infinis qu'il m'avait dispensés, et mon ingratitude. »

 Tiraboschi connaissait certainement cette médaille et l'explication que Domenichi lui-même en a donnée ; mais comme elle appuyait l'opinion qu'il voulait combattre, il n'en a point parlé.
Lodovico Domenichi dédia en 1555 au duc d'Urbino, Guidobaldo II, sa traduction des Vies de Plutarque, Venise, Giolito, 2 vol. in-4°, réimprimée en 1560 et plusieurs autres fois depuis ; et l'on voit dans ce même dialogue qu'il reçut alors de ce duc le plus gracieux accueil. De retour à Florence, il y vécut encore plusieurs années sous la protection de Cosme Ier, fort bien traité, et même entretenu à sa cour, mais sans que le duc lui eût assuré un sort. C'est encore ce qu'il nous apprend dans son dialogue de la Fortune, imprimé avec ses autres dialogues, à Venise, 1562, in-8°.
Il mourut à Pise en 1564. On ignore à quelle époque avait été frappée pour lui une seconde médaille qu'Apostolo Zeno, dans ses notes sur Fontanini, a citée comme la première. Elle offre pour empreinte, au revers, la figure en pied de Milon de Crotone, portant avec effort un taureau sur ses épaules, et pour légende ces deux mots latins : Majus parabo. On y a cru voir l'annonce d'un ouvrage plus considérable que les traductions et les éditions dont il s'était occupé jusqu'alors, et peut-être ajoutait-on, celle de l'histoire de Florence que le duc l'avait chargé de continuer, après la mort du Varchi. Apostolo Zeno adopte cette conjecture avec une légèreté qui doit surprendre dans un critique aussi exact car Varchi ne mourut que le 18 décembre 1568, et survécut conséquemment de plus d'un an à Domenichi.

## Publications

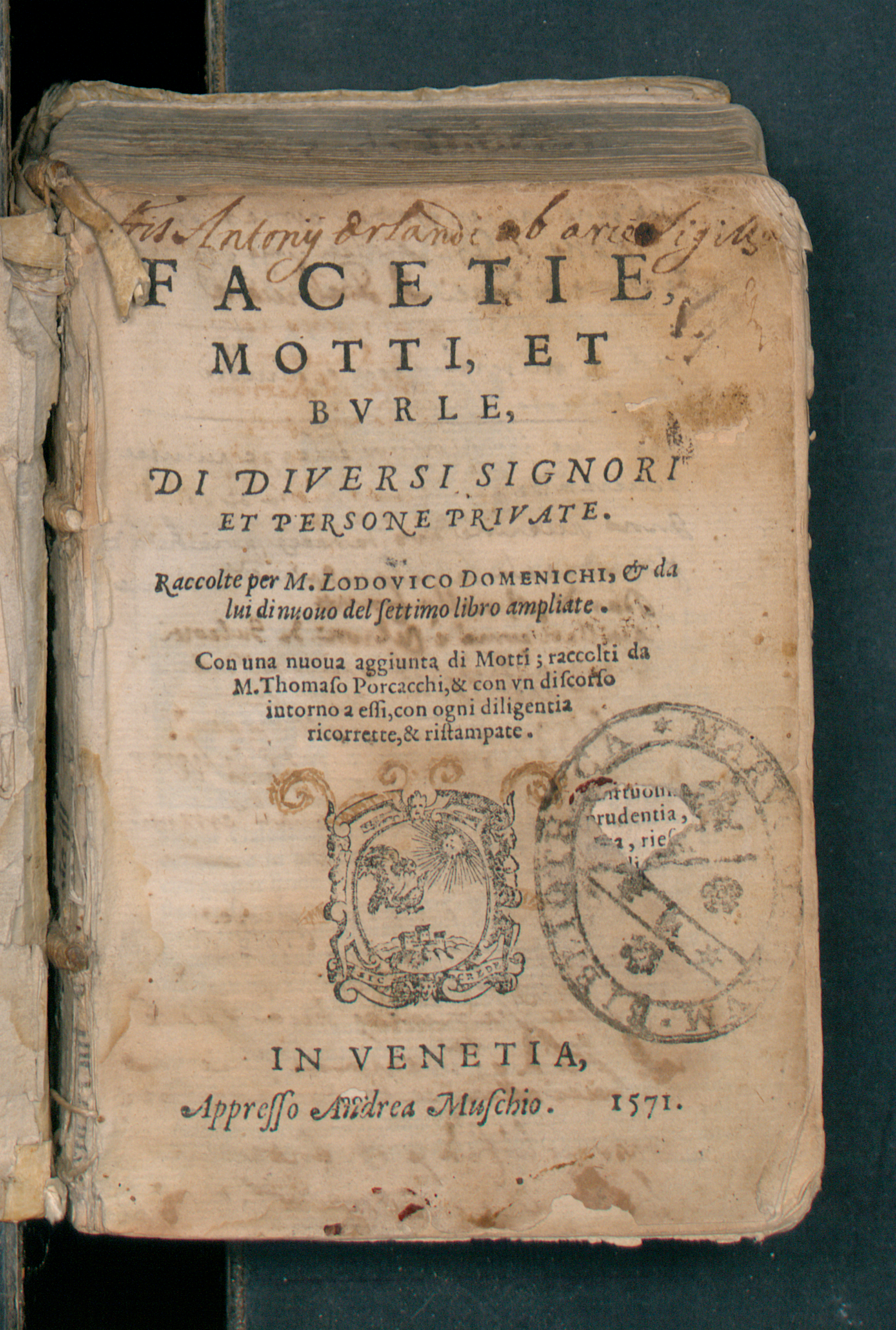
Facetie, Motti, et Burle, di diversi signori et persone private, 1571

Le plus grand nombre des ouvrages de ce dernier sont des traductions, celles qui méritent le plus d'être connues, outre celles de Plutarque et de Paul Diacre dont nous avons parlé, sont :
1. I Fatti de' Greci, di Senofonte ; I sette libri di Senofonte della impresa di Ciro, Venise, Giolito, 1547, 1548, 1558, etc., in-8° ;
2. Polibio historico greco, etc., ibid., 2 vol. in-8°, 1545, 1553, réimprimé plusieurs fois.
3. Historia naturale di G. Plinio secundo, ibid, 1561, in-4° ; réimprimé, ibid.
4. Severino Boezio de' Conforti filosofici, Florence, Torrentino, 1550, in-8° ; Venise, Giolito, 1562, in-12.
5. Istorie del suo tempo di Paolo Giovio, Florence, Torrentino, 1re partie, 1531 ; 2e 1553, in-4°, les deux parties ensemble, 1558, ibid.
6. Le Vite di Leone X e di Adriano VI pontefeci, e del cardinale Pompeo Colonna, del medesimo Paolo Giovio, Florence, Torrentino, 1549, in-8°.

Il traduisit aussi les vies des douze Visconti et des Sforza ducs de Milan ; de Gonzalve de Cordoue, de Fernando de Avalos marquis de Pescaire, et les éloges des guerriers illustres du même auteur, auquel il témoignait ainsi sa reconnaissance du service qu'il lui avait rendu auprès de Cosme Ier.
II a traduit aussi du grec et du latin en italien :
- Xénophon ;
- Plutarque ;
- Polybe ;
- Pline l'Ancien.

Ses autres principaux ouvrages sont : 
1. Historia di detti e fatti notabili di diversi principi e uomini privati moderni, libri dodici, Venise, Giolito, 1556, in-4°, et sous le nouveau titre de Storia varia, augmentée de 2 livres, ibid., 1564, in-8°
2. La nobiltà delle donne, Venise, Giolito, 1549, in-8° ;
3. La Donna di Corte, discorso, Lucques, 1564, in-4° ;
4. Facezie, Motti e burle di diverse persone, Florence, Venise, 1550, Florence, 1562, etc., in-8°, et avec des additions de Tommaso Porcacchi, Venise, 1568, in-8°. Il y en a une vieille traduction française sous ce titre : les facéties et mots subtils d'aucuns excellents esprits, Lyon, 1574, in-16. Une note de l'abbé Mercier de St-Léger, écrite à la marge d'un exemplaire de la Bibliotheca italiana de Haym, qui en contient un grand nombre d'autres, porte en cet endroit : une édition française et italienne de Lyon, Robert Granjon, in-8° ;
5. Les dialogues de Domenichi, dont nous avons cité ci-dessus l'édition, sont au nombre de huit : d'Amore, de Rimedi d'Amore, dell'Amor fraterno, della Fortuna, della vera Nobilita, dell'Imprese/della Corte, et della Stampa. Ce dernier offre un exemple de plagiat fort extraordinaire : il est pris tout entier des Marmi, ouvrage du Boni, imprimé dix ans auparavant (1552) ; ce sont les mêmes interlocuteurs ; ils disent les mêmes choses, et dans les mêmes ternies, depuis le commencement jusqu'à la fin. L'audace d'un pareil vol fait à un ennemi, de son vivant, a déjà de quoi surprendre ; mais ce n'est pas tout ; dans ce dialogue, entièrement dérobé au Boni, le Domenichi osa insérer trois violentes invectives contre le Boni lui-même, dans l'une desquelles, pour comble d'audace, il lui reproche Quoi? ses plagiats. Enfin, ce qui ajoute à cette anecdote littéraire une bizarrerie de plus, c'est que le Boni, qui avait auparavant écrit contre le Domenichi avec beaucoup de véhémence, ne se plaignit point, ne récrimina point, et ne se donna point, sur son ennemi, le facile avantage de dénoncer publiquement un plagiat aussi effronté. Ce n'est pas le seul que le Domenichi se soit permis.
6. Sa tragédie de Progne, Florence, Giunti, 1561, in-8°, n'est que la traduction d'une tragédie latine du Vénitien Gregorio Correr ; l'original était peu connu, et il n'avoue point au public qu'il ne lui en donnait qu'une copie. Les deux premiers Livres des Dits et faits notables, ci-dessus, sont aussi une simple traduction de l'ouvrage d'Antoine Panormita : Dictorum et factorum Alphonsi régis.
7. Sa comédie des due Cortigiane, Florence, 1563, Venise, 1567, in-8°, est traduite des Bacchides de Plaute.
8. On a encore l’Orlando innamorato de Matteo Maria Boiardo, riformato, c'est-à-dire retouché tout entier, quant au style, Venise, 1545, in-4°, et les Poésies ou Rime de différents poètes, recueillies et publiées successivement à Venise de 1545 à 1550, en 3 ou 4 volumes, in-8°.

### Source partielle
- « Domenichi (Louis) », dans Louis-Gabriel Michaud, Biographie universelle ancienne et moderne : histoire par ordre alphabétique de la vie publique et privée de tous les hommes avec la collaboration de plus de 300 savants et littérateurs français ou étrangers, 2e édition, 1843-1865 [détail de l’édition]